# Aktiv-pixel-sensor
En aktiv-pixel-sensor (APS) er et integreret kredsløb bestående af en billedsensor med et net af pixel-sensorer (punkt-sensorer), hvor hver pixel indeholder en fotodetektor og en aktiv forstærker. Der er mange typer aktiv-pixel-sensorer, inklusiv CMOS-APS, som er mest almindelig i mobiltelefoners kameraer, webkameraer og i nogle DSLR (Digital Spejlreflekskamera). Sådan en billedsensor produceres ved en CMOS-proces (og er derfor også kendt som en CMOS-billedsensor), og er i dag et alternativ til de ældre CCD-billedsensorer.
Termen aktiv-pixel-sensor anvendes også om den enkelte pixel-sensor – i så fald kaldes billedsensoren nogle gange for en active pixel sensor imager.

## Sammenligning med CCD-billedsensorer
APS-en løser hastigheds- og skalabilitetsproblemerne som passiv-pixel-sensoren har. APS-en bruger langt mindre energi end CCD-sensoren, har meget mindre billedforsinkelse og kan fabrikeres på meget billigere og mere tilgængelige produktionslinjer. Til forskel fra CCD-sensoren kan APS-en kombinere både billedsensorfunktioner og billedprocesseringsfunktioner i samme integrerede kredsløb.
APS-er er blevet den valgte teknologi i mange forbruger-produkter. Men APS-er anvendes også indenfor digital radiografi, militære ultrahøjhastighedskameraer, højopløselige 'smarte' sikkerhedskameraer, optisk mus og meget andet.
Et antal halvlederfabrikanter tilbyder APS-er i forskellige udgaver. Disse omfatter Aptina Imaging (halvuafhængig 'spinout' fra Micron Technology, som købte Photobit i 2001), Samsung, STMicroelectronics, Toshiba, OmniVision Technologies, Sony, Foveon og flere.

## Arkitektur

### Pixel
En standard CMOS APS pixel består i dag af en fotodetektor (en J-FET photogate eller 'pinned' photodiode), en transfer gate, en reset gate, en selection gate og en source-følger udlæsningstransistor -- den såkaldte 4T-celle.
3T pixel-sensoren anvendes stadig ofte, da den har mindre fabrikationskrav. Én transistor, Mrst, anvendes som en kontakt til "nulstilling" af pixelen. Når denne transistor "tændes", bliver fotodiodens katode forbundet til forsyningsspændingen, VRST, som fjerner eventuel ladning. Da reset-transistoren er en n-type, arbejder pixelen i soft reset.
Den anden transistor, Msf, anvendes som buffer (specifikt sourcefølger), en forstærker som tillader aflæsning af pixelspændingen uden at fjerne ladningen fra fotodetektoren. Msf' forsyningsspænding, VDD, forbindes typisk til reset-transistorens spændingsforsyning.
Den tredje transistor, Msel, er rækkevalgstransistoren (row-select transistor). Den opfører sig som en kontakt, som tillader udlæsningselektronikkens aflæsning af den enkelte række i pixelnettet.
Andre innovationer af APS-pixel (f.eks. 5T og 6T pixels) eksisterer også. Ved at tilføje flere transistorer, bliver andre funktioner mulige såsom global shutter, i modsætning til den mere almindellige rolling shutter.
For at øge pixeltætheden kan delt-række, 4-vejs og 8-vejs delt udlæsning og andre arkitekturer benyttes.
En variant af 3T aktiv-pixel er Foveon X3 sensor, opfundet af Dick Merrill. I denne variant stakkes 3 fotodioder ovenpå hinanden ved at anvende planar fabrikationsteknikker, hver fotodiode har sit eget 3T kredsløb. Hvert efterfølgende lag virker som et lysfilter for laget under det. Af de 3 farvesignaler kan de ønskede farveintervaller rødlig, grønlig og blålig udledes.